# Шевченко Федір Данилович
Фе́дір Дани́лович Шевче́нко (3 жовтня 1920, Черкаси) — український хімік. Доктор хімічних наук. Професор.

## Біографія
Народився в Черкасах. 1922 року переїхав до Києва. 1938 року закінчив із відзнакою Київську середню школу № 80 і вступив на хімічний факультет Київського університету. Учасник Другої світової війни.
1944 року демобілізувався як інвалід війни другої групи і продовжив навчання на хімічному факультеті Київського університету.
По закінченні навчання по кафедрі неорганічної хімії 1946 року вступив до аспірантури і під керівництвом професора Якова Фіалкова підготував кандидатську дисертацію в галузі комплексних полігалогенідів, яку захистив 1951 року.
Педагогічну діяльність розпочав 1946 року — спочатку як асистент, а потім — доцент кафедри неорганічної хімії Київського університету. У 1953–1958 роках був деканом хімічного факультету. Після створення кафедри хімії рідкісних елементів перейшов працювати на цю кафедру.
У квітні 1970 року захистив докторську дисертацію «Ефіри амідофосфорної кислоти як екстракційні реагенти».